# وینگریو
وینگریو (به انگلیسی: Wingrave) یک روستا در بریتانیا است که در باکینگهام‌شر واقع شده‌است. وینگریو ۱٬۵۱۲ نفر جمعیت دارد.